# Roger Rondeaux
Pour les articles homonymes, voir Rondeaux.
Roger Rondeaux est un coureur cycliste et cyclo-crossman français, né le 15 avril 1920 à Mareuil-le-Port (Marne) et mort le 24 janvier 1999 à La Rochelle.

## Biographie
Dans les années 1950, quand Roger Rondeaux et André Dufraisse dominaient outrageusement les premiers championnats du monde de la discipline.
Il est triple champion du monde de cyclo-cross consécutivement de 1951 à 1953, et préalablement vice-champion en 1950 pour la première édition de l'épreuve, derrière Jean Robic.
Marié à Françoise, ils ont 3 enfants, Marie-lyne, Nathalie et Sophie. Ils auront également 8 petits-enfants : Aurélie, Aude, Melanie, Marion, Aurore, Thomas, Marjorie et Léa. Ils finiront leurs beaux jours sur la commune de Fouras les bains, où il aura l’honneur d’avoir un gymnase à son nom.

## Palmarès sur route
- 1946
  - 3e du Circuit du Mont Ventoux
- 1948
  - 3e du Circuit du Ventoux
- 1949
  - 3e de la course de côte du mont Faron
- 1950
  - 3e de la Subida a Arantzazu
- 1951
  - 3e de la Subida a Arantzazu
- 1952
  - Subida a Arantzazu :
    - Classement général
    - 1re et 2e étapes

  - 3e de la course de côte du mont Faron (contre-la-montre)

## Palmarès en cyclo-cross
- 1945
  - 3e du championnat de France de cyclo-cross
- 1946
  - 2e du Critérium international de cyclo-cross
- 1947
  -  Champion de France de cyclo-cross
  - 2e du Critérium international de cyclo-cross
  - 2e du championnat d'Île-de-France de cyclo-cross
- 1948
  -  Champion de France de cyclo-cross
  - Critérium international de cyclo-cross
  - 2e du championnat d'Île-de-France de cyclo-cross
- 1949
  -  Champion de France de cyclo-cross
  - Critérium international de cyclo-cross
  - Cyclo-cross de Pétange
- 1950
  -  Vice-champion du monde de cyclo-cross
- 1951
  -  Champion du monde de cyclo-cross
  -  Champion de France de cyclo-cross
  - Champion d'Île-de-France de cyclo-cross
- 1952
  -  Champion du monde de cyclo-cross
  -  Champion de France de cyclo-cross
  - Cyclo-cross de Martini
- 1953
  -  Champion du monde de cyclo-cross
  -  Champion de France de cyclo-cross
- 1954
  -  Champion de France de cyclo-cross
  - Champion d'Île-de-France de cyclo-cross
- 1955
  - 6e du championnat du monde de cyclo-cross